# Juan Atilio Bramuglia
Juan Atilio Bramuglia (Chascomús, province de Buenos Aires, 1903 — Buenos Aires, 1962) était un avocat, syndicaliste, homme politique, diplomate et professeur d’université argentin. 
D’origine modeste, détenteur d’une licence en droit, imprégné d’idées socialistes, Bramuglia travailla d’abord comme avocat dans le mouvement syndical, avant de se joindre à Ángel Borlenghi et à Francisco Capozzi pour constituer le premier noyau syndical qui en 1943 chercha à se mettre en contact avec de jeunes militaires ayant participé à la dénommée Révolution de 1943 — dont Juan Perón —, en vue de créer avec eux une alliance à visée travailliste qui devait ensuite exercer une influence décisive sur le développement du péronisme. En 1946, au lendemain de l’accession à la présidence de Juan Perón, il fut nommé ministre des Affaires étrangères et à ce titre s’attacha à occuper une position neutre entre les deux superpuissances. Las des obstructions de la Première dame Eva Perón, il finit par remettre sa démission et fut désigné en 1948 président du Conseil de sécurité des Nations unies, auquel titre il aida avec efficacité et doigté à résoudre la première crise de Berlin. Après le coup d’État militaire de 1955, il s’évertua à ressusciter le péronisme en créant, et faisant autoriser par le nouveau pouvoir, le parti Union populaire, et, placé entre l’antipéronisme souvent virulent de ces années et la rhétorique exacerbée de Perón en exil, adoptera une position conciliatrice ; les succès électoraux de ce parti néo-péroniste, notamment aux élections provinciales de 1962, en particulier à Buenos Aires, amenèrent le nouveau coup d’État de mars 1962.

« Le plus éminent et le plus talentueux des ministres de la première présidence de Juan Perón. »

— Raanan Rein

## Biographie

### Jeunes années et débuts dans la politique
Juan Atilio Bramuglia naquit à Chascomús, dans l’est de la province de Buenos Aires, de parents immigrés italiens ; son père travaillait à la compagnie ferroviaire Chemins de fer du Sud (Ferrocarril del Sud). Juan Atilio s’inscrivit à l’université de Buenos Aires, où il obtint son doctorat en droit en 1925.
Il commença sa carrière de juriste en tant qu'avocat au service de l’Unión Ferroviaria, syndicat de cheminots sous tutelle patronale, dont il devint en 1929 conseiller en chef. Dans l’important secteur ferroviaire argentin, ce syndicat réussit à éclipser tous ses rivaux plus combatifs et deviendra l’organisation syndicale la plus puissante au sein de la CGT, structure de coordination syndicale de la décennie 1940. À la suite du coup d’État militaire nationaliste de juin 1943, il s’associa à Francisco Capozzi, dirigeant du syndicat de cheminots rival La Fraternidad, et à un collègue de la CGT, le dirigeant du syndicat des employés du commerce, Ángel Borlenghi, pour constituer une alliance susceptible de leur faire obtenir un rôle dans le nouveau gouvernement. Leur représentant, le colonel Domingo Mercante (dont le père avait été délégué à la Fraternidad), eut tôt fait d’établir une liaison avec le nouveau secrétaire au travail, le colonel Juan Perón. 
Cette alliance aboutira à l’instauration de la première relation fonctionnelle entre le département du Travail et les syndicats argentins, principalement avec la faction Número Uno de la CGT. Bramuglia fut celui qui rédigea la proposition de Perón d’élever le département du Travail au rang de ministère, ce qui sera chose faite en novembre 1943. Ensuite, en 1944, il fut nommé par le ministre du Travail Juan Perón directeur de la Prévoyance sociale, et en cette qualité élabora la législation — trop longtemps différée — relative au travail, aux pensions de retraite et à la sécurité sociale, ensemble de lois dont la promulgation devait assurer à Perón un soutien durable parmi les classes laborieuses du pays. 
Ses idées politiques peuvent se déduire d’une lettre qu’il envoya au journal nationaliste La Fronda. Quand en 1941 il lut qu’on l’avait taxé de communiste, il rétorqua : « Je partage actuellement les idées de ceux qui pensent que l’organisation sociale doit se transformer peu à peu jusqu’à permettre le bonheur, quelque relatif qu’il soit, de millions d’êtres, envers qui la société n’est ni juste ni équitable ». Cet objectif de Borlenghi et de Bramuglia, ainsi que la nécessité pour Perón de pouvoir s’appuyer sur sa propre base, furent les éléments clef expliquant le décret du 2 octobre 1945, qui accordait les pleins droits aux syndicats ; l’un de ces droits était celui de s’engager dans la politique.
Ses efforts, ainsi que le rôle crucial du vice-président Perón dans la dictature du général Edelmiro Julián Farrell, valut à Bramuglia d’être nommé en janvier 1945 interventeur fédéral dans la province de Buenos Aires, auquel titre il s’employa à améliorer l’enseignement et à renforcer la législation du travail. Cependant, en septembre, sa connivence avec Perón entraîna son éviction par les soins du même Farrell, dans le cadre d’une âpre lutte de pouvoir entre celui-ci et le populaire vice-président. 
Il avait réintégré son poste de conseiller en chef de l’Unión Ferroviaria lorsque, le 13 octobre 1945, Perón fut arrêté. La maîtresse et proche collaboratrice de celui-ci, Eva Duarte, fit appel aux compétences de juriste de Bramuglia pour l’assister lors de cette crise. Bramuglia toutefois, jugeant qu’une procédure judiciaire serait contre-productive, se récusa. Perón fut finalement remis en liberté à la suite de la manifestation de masse du 17 octobre, mais ce refus d’assistance de Bramuglia devait lui causer une inimitié durable de la part de l’influente future Première dame.

### Ministre des Affaires étrangères
Après l’investiture de Perón en juin 1946, Bramuglia fut nommé ministre des Affaires étrangères, nonobstant qu’il eût convoité en privé le poste de ministre du Travail, dont il estimait que c’était le poste le plus décisif pour la mise en œuvre de la politique du nouveau gouvernement populiste. En ce qui concerne les relations extérieures de l’Argentine, Bramuglia reçut le mandat d’emprunter une « troisième voie » (tercera posición) tendant à privilégier les intérêts nationaux tout en entretenant des relations positives avec chacune des deux superpuissances de la Guerre froide. Il restaura les relations avec l’Union soviétique, facilitant les livraisons de céréales à ce pays frappé de pénurie, et prôna un rapprochement avec les États-Unis. Les relations avec ce dernier avaient en effet été tendues au lendemain de la Deuxième Guerre mondiale, après que l’ambassadeur américain Spruille Braden eut fait paraître un rapport (« Livre bleu ») faisant état de collusions entre Perón et les puissances de l'Axe. Bramuglia mit fin à la politique de son prédécesseur d’entraver les initiatives américaines au sein de l’Union panaméricaine, signa le traité de Rio (lequel tendait à accroître l’influence des États-Unis dans la politique étrangère des autres États de l’hémisphère occidental et suscitait une nombreuse opposition dans son propre parti), et s’attacha à promouvoir de bonnes relations avec les diplomates américains.
En novembre 1948, Bramuglia fut désigné président du Conseil de sécurité des Nations unies, entrant en fonction au plus haut des tensions à propos du blocus de Berlin imposé par l’Union soviétique. Bramuglia défendit la thèse que les exigences soviétiques relatives à l’utilisation du mark allemand à Berlin devaient être prises en considération, et réussit, durant son bref mandat, à amener les quatre puissances impliquées dans le conflit (États-Unis, URSS, Royaume-Uni, et France) à former une commission chargée de résoudre les points litigieux. Il continua de jouer un rôle actif dans les négociations subséquentes, malgré l’opposition du secrétaire d'État George Marshall contre son initiative, et en décembre se tint aux côtés de Marshall, de l’homologue britannique de celui-ci Ernest Bevin, et du délégué du ministre soviétique des Affaires étrangères Andreï Vychinski, lors de leur première réunion commune au sujet de la crise ; à la suite de ces pourparlers et d’autres qui suivront, et à cause de l’efficacité du pont aérien de Berlin, le blocus fut levé le 12 mai 1949.
L’habile ministre des Affaires étrangères ne put cependant se soustraire aux dissentiments que nourrissait à son égard Eva Perón. Cet antagonisme devint irréductible lorsque Bramuglia s’opposa à l’offensive de charme lancée par la Première dame en 1947 ― sa fameuse tournée européenne « arc-en-ciel » ― et se refusa en outre à soutenir la proposition d’Evita visant à l’adoption par l’ONU d’une « Déclaration des droits des personnes âgées ». Aussi, tandis que Bramuglia faisait la une dans la presse internationale pour son rôle dans le règlement de la crise berlinoise, la Première dame donna-t-elle la consigne aux stations de radio argentines de faire silence sur ses accomplissements et sur certains événements, tels que les pourparlers de décembre 1948 sur la crise de Berlin avec le président américain Harry Truman ; elle veilla à ce que la photo de Bramuglia fût écartée des articles de presse sur le sujet, allant jusqu’à ordonner de retoucher les photos de groupe paraissant dans Democracia (quotidien nationalisé, naguère organe de l’UCR), de sorte à en faire disparaître son image.
Cette hostilité, s’ajoutant aux dissensions avec l’ambassadeur d’Argentine aux États-Unis, Jerónimo Remorino, et avec l’ambassadeur aux Nations unies, José Arce, conduisirent à plusieurs reprises Bramuglia à remettre sa démission au président Perón, qui finit, après une sixième tentative, par accepter le 11 août 1949. La querelle qui en résulta porta Remorino à provoquer Bramuglia en duel, ce que ce dernier sut éviter à la dernière minute. Bramuglia, qui rendait Remorino responsable de sa tombée en disgrâce, reprit son ancien état de juriste du travail et enseigna le droit du travail dans son alma mater, l’université de Buenos Aires.

### L’Union populaire
Après que le président Perón eut été renversé par le coup d’État militaire de 1955, Bramuglia se mit en rapport avec le premier dictateur issu de ce putsch, le général Eduardo Lonardi, et offrit de collaborer avec celui-ci à sa politique de conciliation, opposée à la règle du « vainqueurs ou vaincus ». Lonardi accueillit favorablement cette offre, envisageant de le nommer au poste de ministre du Travail, refusé à Bramuglio une décennie auparavant. La manœuvre cependant n’aboutit pas, puisque Lonardi fut écarté du pouvoir en novembre en raison de sa position trop conciliante. Bramuglia sera même brièvement incarcéré, mais son amitié avec de nombreux policiers ainsi qu’avec le nouveau ministre de la Guerre, le général Justo León Bengoa, le préserva de nouvelles arrestations et le protégea contre les fréquentes menaces de mort qui lui furent adressées ensuite. Ce nonobstant, il mit sur pied en décembre le parti Unión Popular (UP), dans une tentative de créer un substitut politique au mouvement péroniste, dorénavant interdit. Il obtint la permission du successeur de Lonardi, le général Pedro Aramburu, mais en sera publiquement blâmé depuis son exil par Juan Perón.
Les mesures répressives accrues prises entre-temps par Aramburu eurent pour effet de polariser plus avant encore la politique argentine, et furent à l’origine de la révolte avortée du général Juan José Valle contre Aramburu en juin 1956, à la suite de laquelle 31 personnes seront exécutées. Bramuglia fit publier des déclarations conciliatrices dans plusieurs magazines, y compris dans Ahora, virulemment anti-péroniste ; la publication dans cette revue de l’adresse et du numéro de téléphone de Bramuglia donnera lieu à des menaces et à harcèlement à son encontre. Dans ses déclarations, il souligna que « chaque famille aspire à la paix et à façonner l’avenir autour d’une culture politique incluant les partis politiques », prenant par là ses distances avec la rhétorique de Perón en cette année-là, plus portée à exacerber la situation.
L’UP avait certes repris à son compte les thèmes justicialistes du nationalisme et de la démocratie sociale, mais dans le même temps rejetait le culte de la personnalité qu’avaient mis en place Perón et, dans les dernières années de sa vie, Evita. Le parti reçut un sérieux coup de pouce lorsqu’Alejandro Leloir, qui avait été l’ultime président du comité exécutif du parti péroniste avant le renversement de Perón, résolut de rejoindre l’UP. Bramuglia ne fut donc pas le seul dirigeant néo-péroniste à réémerger en 1955 ; il y eut également Cipriano Reyes, qui forma le Parti travailliste, et Vicente Saadi, qui fonda le Parti populiste ― tous trois avaient été des péronistes de la première heure qui, après avoir joué un rôle clef dans les tout débuts du mouvement, avaient suivi le chef populiste dans sa chute ; pourtant, chacun d’eux défiait à présent ouvertement Perón en créant ces alternatives à sa propre ligne, et plus explicitement encore, en proposant des candidats aux élections en vue de l’Assemblée constituante de 1957, chargée de remplacer la constitution péroniste de 1949.
Leloir devint bientôt un rival au sein de l’UP, et Bramuglia fut contraint d’annuler sa participation à l’élection du 28 juillet 1957. Leur alliance néanmoins perdura, et Bramuglia appuya la candidature de Leloir aux élections générales (à la fois législatives et présidentielles) de 1958. Secrètement, Perón et l’homme d’affaires Rogelio Julio Frigerio avait négocié leur soutien au candidat UCRI Arturo Frondizi. Ce soutien, rendu public un mois avant le scrutin du 23 février, surprit la plupart des observateurs (qui s’étaient attendus en effet à ce que le dirigeant exilé appelât à déposer un vote blanc dans l’urne, ainsi qu’il l’avait fait en 1957), et conduisit Leloir à se désister. Leloir s’étant concerté avec Frondizi sans consulter son partenaire de l’UP Bramuglia, ce dernier n’eut d’autre choix pour sa part que d’appeler à voter blanc.
L’UP n’eut en 1958 aucun élu au parlement et fut exclu de la course en 1960. Le président Frondizi leva l’exclusion avant l’élection législative de 1962, et mit fin à la tutelle gouvernementale sur le syndicat CGT. Ces évolutions concomitantes mirent Bramuglia à même de former une coalition avec Andrés Framini, influent dirigeant du syndicat des travailleurs de l’industrie textile. La candidature UP de Framini pour le gouvernorat de Buenos Aires bénéficia inopinément de l’appui de Perón, qui escomptait que ces élections pourraient valoir au péronisme quelque rôle dans le gouvernement. Framini, à qui vint s’associer Marcos Anglada, se choisit pour slogan officieux l’éloquent distique suivant : « Framini-Anglada, Perón à la Rosada ! »
Cette claire allusion à la Casa Rosada, l’édifice du bureau exécutif présidentiel, raviva chez les militaires et chez les autres anti-péronistes la crainte d’un retour de Perón. L’UP se classa troisième avec 18 % des suffrages, et enleva 10 sur les 14 gouvernorats provinciaux, y compris la cruciale province de Buenos Aires, remportée par Framini. Le président Frondizi fut forcé par les militaires d’annuler les victoires de l’UP, et fut lui-même renversé le 28 mars 1962.

### Postérité
Bramuglia mourut en septembre 1962, à l’âge de 59 ans ; l’UP, interdit aux élections de 1963, fut admis à participer aux élections législatives de 1965, où la vigueur renouvelée dont elle fit preuve alors sera le signal d’un nouveau coup d’État militaire.
Le vice-président de l’université de Tel Aviv, le professeur Ranaan Rein, qui mena plusieurs études approfondies sur Bramuglia et sur l’Union populaire, souligna que l’ancien ministre des Affaires extérieures, qu’il considère comme « le membre le plus éminent et le plus doué du premier gouvernement de Perón », avait exercé une très nécessaire influence pragmatique dans un pays dont la politique « avait oscillé entre l’inconséquence idéologique et le dogmatisme le plus étriqué ».